# Bibbia (versione di Diodati)
 La Bibbia Diodati (titolo completo La Bibbia, cioè i libri del Vecchio e del Nuovo Testamento, nuovamente traslatati in lingua italiana da Giovanni Diodati di nation lucchese) è la traduzione della Bibbia per eccellenza dei protestanti italiani, edita a Ginevra nel 1607 dal lucchese in esilio Giovanni Diodati (1576-1649). 
Fu realizzata dai testi originali (per il Nuovo Testamento usò la versione di Erasmo), con un occhio sui lavori di Teofilo e di Brucioli. Ha subito successive revisioni o versioni nel 1641, 1712, 1744, 1819, 1821, 1917. Dal punto di vista stilistico, la sua versione viene ritenuta uno dei capolavori della lingua italiana del Seicento. L'ultima versione è a cura di Michele Ranchetti e Milka Ventura Avanzinelli, Arnoldo Mondadori Editore, I Meridiani, 1999.
Un estratto di questa versione, tratto dalla Prima lettera ai Corinzi, cap XIII:
La carità è lenta all'ira, è benigna: la carità non invidia, non procede perversamente, non si gonfia:
Non opera dishonestamente, non cerca le cose sue proprie, non s'innasprisce, non divisa il male: Non si rallegra dell'ingiustitia, ma congioisce della verità»
Dal 1907 al 1917, Henry James Piggott, pastore metodista, fu presidente della “Commissione Diodati”, che curò la revisione della celebre traduzione della Bibbia (composta, tra gli altri, anche da novembre da Giovanni Luzzi ed Enrico Bosio), voluta dalla Società Biblica Britannica e Forestiera.

## Storia
Gli emigrati italiani che avevano aderito al protestantesimo e che si erano rifugiati a Ginevra, facevano fino allora uso del Nuovo Testamento tradotto nel 1551 dal testo greco dal fiorentino Massimo Teofilo, studioso riformato, del quale non si hanno notizie precise, e di Edoardo Reuss, ex monaco benedettino. Per la Bibbia intera si faceva uso della versione, molto apprezzata dal Diodati stesso, di Antonio Brucioli, riveduta dal lucchese Filippo Rustici (1552), anche lui esule a Ginevra.
La prima edizione completa, in quarto, della Bibbia in lingua italiana con annotazioni venne pubblicata a Ginevra nel 1607 col titolo La Bibbia, cioè i libri del Vecchio e del Nuovo Testamento, nuovamente traslatati in lingua italiana da Giovanni Diodati di nation lucchese; un Nuovo Testamento, senza annotazioni, apparve nel 1608. Traduce dalle lingue originali, tenendo però d'occhio la versione di Massimo Teofilo, perché anch'essa dipendente dalle lingue originali.
Appena apparve, la versione che il Diodati aveva pubblicata a proprie spese gli era costata 14 anni di ardua cura, ed ebbe subito gli elogi degli uomini più dotti del tempo, e anche chi la giudicò severamente dovette riconoscere che il Diodati aveva fatto un'opera pregevole.
Questi vennero seguiti quasi trent'anni dopo da una seconda edizione migliorata negli anni 1640/41. Quest'opera monumentale ha fornito il protestantesimo italiano della sua versione ufficiale standard della Bibbia. Il merito del Diodati fu quello di produrre, lui solo, una delle maggiori Bibbie del Protestantesimo europeo, da mettersi sul livello della Bibbia tedesca di Lutero e di quella inglese autorizzata dal re Giacomo.

## Caratteristiche
I caratteri che distinguono la versione del Diodati sono molti, in primo luogo la ricerca della fedeltà alla fonte; in secondo luogo la chiarezza, dovuta all'integrità dei termini usati dal traduttore ed alle parafrasi che, sebbene a volte criticate, non sono meno utili per il significato del senso biblico; in terzo luogo il valore teologico delle note e dei commenti che accompagnano la versione, che testimoniano una profonda conoscenza delle lingue antiche ed una completa comprensione delle Scritture; ed infine grande eleganza di stile.
Diodati attribuiva ogni bene che poteva trovarsi nella sua opera a Dio solo e frequentemente affermava che il Signore l'aveva aiutato nel suo compito. In questo Diodati si poneva nella tradizione di Melantone nel fare uno stretto legame fra la guida di Dio e l'impegno umano nella materia delle traduzioni bibliche. Questo viene bene illustrato dalla lettera di Giovanni Diodati a J. A. De Thou, scritta durante il 1607: "...mi sono proposto con tutte le mie forze e nella più grande coscienza... di aprire la porta ai nostri italiani alla conoscenza della verità celeste. Nostro Signore, che mi ha miracolosamente guidato e fortificato in quest'opera, la fortifichi con la Sua benedizione, alla quale solo addebito la perfezione della mia opera, e dalla quale solo io confido della sua gloria, a salute di coloro che Gli appartengono, il che è e sarà sempre l'unico obiettivo a cui dirigerò tutti i miei sforzi".
Stimolo immediato dell'opera del Diodati fu la situazione a Venezia durante la prima parte del XVII secolo, quando v'erano state grandi speranze fra i protestanti d'Europa che la repubblica si potesse convertire alla fede riformata. C'era grande necessità di libri protestanti fra l'aristocrazia veneta e Diodati stesso scrisse al leader ugonotto Philippe Duplessis-Mornay nel 1609 che: "Un numero infinito di libri vi sono entrati a fiotti tutti i giorni, e sono avidamente raccolti tanto che se li strappano l'un l'altro con le mani e con le unghie". Diodati tradusse la Bibbia in italiano per venire incontro a questo bisogno e, per ragioni simili tradusse le opere di Fra Paolo Sarpi e di Sir Edwin Sandys in francese. La bibbia del Diodati venne distribuita dall'ambasciatore inglese a Venezia, Sir Henry Wotton, e volle pure che fosse prodotto un Nuovo Testamento in formato più ridotto per renderne più facile la diffusione. Wotton venne criticato dai livelli più alti per avere distribuito la Bibbia del Diodati, ed egli stesso scrisse al conte di Salisbury durante il 1609: "Il Papa ha rinnovato personalmente il suo rimprovero, al nuovo vescovo residente di Venezia, circa la Bibbia che io ho introdotto nei suoi stati".

## Accoglienza in Italia
Diodati stesso era particolarmente sensibile a come la sua Bibbia venisse accolta in Italia. Nel 1635 egli riassicurava la Compagnia dei Pastori di Ginevra che: «essa ha avuto una grande approvazione da diversi eminenti personaggi ed in modo particolare da Mons. Scaligero». Nella sua lettera al Sinodo di Alençon nel maggio 1695, egli disse che: «Vi dirò dunque, che la divina Provvidenza che, avendomi spinto nei miei primi anni di professione teologica, si, e quasi dalla mia gioventù fino ad oggi, di tradurre e commentare la Bibbia italiana, ho avuto un così grande successo... e i personaggi più eminenti del nostro tempo, hanno tutte raccomandato il mio povero lavoro, e lo dico non senza arrossire: è la verità che io pubblico unicamente per la gloria di Dio».
Ancora una volta Diodati riafferma la sua fede nell'aiuto divino e la sua convinzione di aver compiuto questo lavoro unicamente per la gloria di Dio. Diodati assicurava il Consiglio di Ginevra che la sua Bibbia italiana «è stata ben ricevuta dappertutto». L'introduzione alla pubblicazione in traduzione inglese delle note della Bibbia del Diodati lo conferma.
Nel 1644 Diodati scrive di nuovo alla chiesa riformata francese che la sua Bibbia italiana del 1640/41, prodotta con grande lavoro e sforzo da parte sua, era molto simile alla versione francese del 1644, alla quale egli stava lavorando da molti anni. La versione italiana, egli scrisse, aveva ricevuto "un'approvazione universale, persino tra gli ebrei, i cardinali gesuiti più celebri, altri principali ministri della chiesa romana e di tutti gli altri senza eccezione".
La reazione cattolica, a parte l'ira del Papa alla distribuzione da parte del Wotton (1607/8), sembra essere stata abbastanza favorevole. L. E. Pan della Sorbona, nella storia del Canone, così si riferisce ad essa: «All'inizio circa del nostro secolo, Giovanni Diodati, ministro a Ginevra, ci diede una nuova traduzione italiana dell'intera Bibbia, molto simile all'edizione francese di Ginevra». Il padre Simon trovò sia del bene sia del male da dire sull'opera del Diodati, ma era lungi dall'esservi completamente sfavorevole: «Vorrei che coloro che avessero l'interesse di leggere la traduzione italiana della Bibbia del Adeodates, che è più elegante di quella francese, e consiglio di leggere anche solo i riassunti dei capitoli per ottenere un veloce compendio della Bibbia. Accusava però Diodati di fare una parafrasi della Bibbia, solleticando la fantasia dei suoi fratelli settari».
Ecco alcune altre reazioni:
(Bartolomeo Gamba (1776-1841))
(Monsignor Pietro Emilio Tiboni (1853))
Un'altra accusa rivolta al Diodati era quella di rendere il testo semplice per coloro che avevano scarsa cultura: «Questo gentiluomo, agendo di sua propria iniziativa, non considera tanto il senso proprio delle parole, così anche il popolano lo potrebbe comprendere. Non è nemmeno un critico, o un oratore, o un teologo: il suo unico obiettivo è quello di compiacere il volgo, e fare leva sulle sue passioni. Le sue note in genere sono abbastanza plausibili, e servono all'interpretazione di diversi testi della Scrittura».
Le poche edizioni del XVIII secolo della versione Diodati della Bibbia rivelano l'importanza continuata della sua traduzione. Essa conta così diversi tentativi di revisione stilistica, come ad esempio quella di Johann David Müller. Müller, nella sua introduzione all'edizione del 1744 pubblicata a Lipsia si riferisce ad essa così: «Traduzione del celebre Giovanni Diodati, la quale, e per l'accuratezza del testo e per la bellezza dello stile, fu sempre approvata ed applaudita da tutti i letterati». Darlow e Moule, nel loro catalogo di Bibbie stampate, rilevano come l'edizione del 1712 a Norimberga, venne modificata da Mattia d'Erberg. L'edizione del Nuovo Testamento dedicata al Duca di Sassonia è pure una revisione basata sulla versione del Diodati. Così gli studiosi e gli editori del XVIII secolo erano pronti ad accogliere la versione Diodati come lo standard, ma con la modernizzazione del suo linguaggio che già era divenuto desiderabile nella sua seconda edizione del 1640/41.
La storia della versione Diodati nel XIX secolo è faccenda complicata, perché è stata riprodotta diverse volte. La cosa più importante, però, è che l'opera del Diodati riuscì a sopravvivere secoli dopo la sua morte.